# Sescviterpenă
Sescviterpenele (uneori scris și sesquiterpenă) alcătuiesc o clasă de compuși organici compuși din trei unități izoprenice, având formula moleculară C15H24 (jumătate cât o triterpenă). Ca monoterpenele, sescviterpenele pot fi aciclice sau ciclice. Sescviterpenoidele sunt compuși derivați, care au fost obținuți prin procese de oxidare sau de transpoziție.

## Structuri sescviterpenice
| Număr de nuclee | Exemple              |
| --------------- | -------------------- |
| 0               | Farnesan             |
| 1               | Zingiberen, humulonă |
| 2               | Cadinen, muurolan    |
| 3               | Nardosinonă          |
| 4               |                      |